# Теодато Іпато
Теодато (Діодато, Девсдедіт) Іпато (італ. Teodato Ipato, лат. Theodatus Hypatus) (? — 742) — 4-й венеційський дож та magister militum.

## Біографія
Син Орсо Іпато. Народився в Гераклеї. 737 року після загибелі його батька Теодата було вигнано з міста. Повернувся 739 року завдяки рішенню військового магістра Фелікса Корнікули, якого змінив на посаді військового магістра 740 року. На той час Равеннський екзархат був суттєво послаблений поразками від лангобардів. Зберігав вірність Візантії. 741 року замінено на посаді Йовіаном Цепарієм. 
У 742 році очолив змову проти військового магістра Іоанна Фабріака, спираючись при цьому на «партію» морських торгівців з Метамавкума, що протистояла «партії» землевласників з Гераклеї, які були прихильниками Візантії. Обирається дожем, після чого переносить резиденцію з Гераклеї до Метамавкуму. Останній мав більше можливості для оборони та був важливим портом. Можливо такі дії були пов'язані з послабленням центральної влади через заколот Артабаста, що захопив трон Візантії. Також в правління цього дожа стався землетрус, який, як кажуть, затопив частину Венеційської лагуни.
743 року з врахуванням загрози з боку лангобардів та потуги «гераклеанської партії» визнав владу імператора Костянтина V, який повалив Артабаста. Надалі Теодат допомагав равеннському екзарху у протистоянні з лангобардами, за що отримав почесний титул іпата. Заснував укріплення Брондоло в гирлі річки Брента, який мав на меті захищати нову резиденцію від нападів суходолом з південного заходу. Надалі Брондоло перетворилося на важливий морський порт Кіоджа.
Після падіння екзархату 751 року спробував утворити антилангобардський союз, до якого долучився папа римський Стефан II. Наслідком стало вторгнення до Італії 754 року франків на чолі із королем Піпіна III, що послабило тикс лангобардів на Венеційський дукат. За цим уклав мирний договір з королем Айстульфом, який було підтверджено угоду дожа Анафеста з королем Лютпрандом. З цього цього Венеція фактично стала незалежною державою.
У 755 році дожа повалив і осліпив Галла Лупаній, який узурпував владу.